# Мазевые основы
Мазевые основы (лат. Basis Unguenti, англ. Ointment base или реже англ. Vehicle of an ointment) —  носители лекарственного вещества (ЛВ) в мазях. Они определяют скорость и степень его всасывания, а также влияют на процесс его транспортировки через кожу, в связи с чем способствуют проявлению оптимального терапевтического эффекта мазей. Согласно фармакопее, в случае отсутствия указаний в рецепте, основу подбирают с учётом физико-химической совместимости компонентов мазей и её назначением.

## Требования, предъявляемые к основам
1. Соответствие назначению мазей:
Например, основы для защитных мазей должны быстро высыхать и плотно прилегать к поверхности кожи. Основа для поверхностных мазей не должна способствовать всасыванию ЛВ. Основа для мазей резорптивного действия должна обеспечивать высвобождение и всасывание ЛВ через кожу.
2. Должна обеспечивать необходимую концентрацию ЛВ и массу мази;
3. Должна обладать оптимальными реологическими свойствами;
4. Должна быть химически индифферентной, устойчивой к действию тепла, света, воздуха и влаги;
5. Должна обладать физико-химической и антимикробной стабильностью;
6. Должна быть биологически безвредной, то есть не оказывать аллергического, раздражающего и сенсибилизирующего воздействия;
7. Должна иметь нейтральную реакцию, так как наружный слой эпидермиса имеет кислую реакцию среды, которая препятствует размножению микроорганизмов;
8. Должна легко наноситься и удаляться с места нанесения;

## Классификация мазевых основ
I. По источнику получения: Природные (БЖУ), Полусинтетические (гидрогенизированные жиры, производные целлюлозы, растворы альгинатов) и Синтетические (силиконы, ПЭО, ПВП)

II. По химическому составу: Эфиры глицерина, Углеводороды, Неорганические соединения, Полисахариды
Недостатки таких видов классификаций в том, что они не определяют технологию мазей.
III. По способности взаимодействовать с водой:
1. Гидрофобные;
2. Гидрофильные;
3. Дифильные:
  1. Абсорбционные;
  2. Эмульсионные:
    1. I рода (основа типа м/в);
    2. II рода (основа типа в/м);

Это наиболее рациональная классификация, так как она четко характеризует свойства основ и помогает сделать правильный выбор основы в зависимости от свойств ЛВ и определить способ их взаимодействия.

## Гидрофобные основы
В группе гидрофобных основ объединены основы и их компоненты, имеющие различную химическую природу и обладающие ярко выраженной гидрофобностью.

### Жировые основы
Животные жиры
Применяют в качестве мазевых основ ещё с древних времён и до сих пор. По химической природе являются триглицеридами ВЖК. По свойствам близкие к жировым выделениям кожи. Кроме того, жиры содержат неомыляемые компоненты, среди которых преобладают стерины. Животные жиры содержат холестерин, а растительные — фитостерин.
Из животных жиров наиболее распространён Свиной жир — Adeps suillus seu Axungia porcina (depurata). Это смесь триглицеридов стеариновой, пальмитиновой, олеиновой и линолевой кислот. Содержит также небольшое количество холестерина. Это белая масса практически без запаха. Температура плавления = 34-36 °C.
Достоинства: Мази на свином жире хорошо всасываются кожей, не оказывают раздражающего действия и легко удаляются мыльной водой.
Свиной жир легко смешивается и сплавляется с другими жирами, восками, углеводородами, смолами и жирными кислотами. Благодаря содержанию стеарина, свиной жир инкорпорирует до 25 % воды, 70 % спирта, 35 % глицерина, образуя с ними стабильные эмульсионные системы.
Недостатки: Под влиянием света, тепла, воздуха и м/о прогоркает, приобретая резкий, неприятный запах, кислую реакцию и раздражающее действие.
Твёрдый свиной жир способен к окислению, он не пригоден для изготовления мазей с окислителями. Реагирует с веществами щелочного характера, солями тяжёлых металлов, цинком, медью и висмутом — при этом образуются мыла. Мази темнеют, становятся плотными и вязкими.
Растительные жиры
Большая их часть имеет жидкую консистенцию, что связано с высоким содержанием глицеридов непредельных кислот. В связи с этим, растительные жиры могут использоваться только как компоненты мазевых основ. По своей устойчивости, растительные жиры аналогичны животным — прогоркают при длительном хранении, но благодаря содержанию фитонцидов, они более устойчивы к воздействию микроорганизмов. Наиболее широко применяются подсолнечное, арахисовое, оливковое, персиковое, миндальное, абрикосовое масла.
Достоинства: биологическая безвредность, фармакологическая индифферентность, проникают через эпидермис.
Гидрогенизированные жиры
Полусинтетический продукт, получаемый каталитическим гидрированием жирных растительных масел. При этом непредельные глицериды жирных масел переходят в предельные, мягкой консистенции. В зависимости от степени гидрогенизации можно получить жиры различной консистенции. Обладая положительными качествами животных жиров, они характеризуются большей устойчивостью.
Гидрожир или «саломас» (сало из масла) — Adeps hydrogenisatus
Его получают из рафинированных растительных масел. По свойствам подобен жирам, но имеет более вязкую консистенцию. В качестве основы используют его сплав с растительным маслом, называемый «растительным салом».
Комбижир — Adeps compositus
Состоит из пищевого саломаса, растительного масла и свиного жира. Зарубежные фармакопеи разрешают к применению гидрогенизированное арахисовое и касторовое масла.
Воски
Это сложные эфиры жирных кислот и высших одноатомных спиртов. В качестве компонента основ используют воск пчелиный — Cera flava, представляющий собой твёрдую ломкую массу тёмно-жёлтого цвета с температурой плавления = 63-65 °C. Воски химически инертны. Хорошо сплавляются с жирами и углеводами. Применяются для уплотнения мазевых основ.
Спермацет — Cetaceum
Это сложный эфир жирных кислот и цетилового спирта. Твёрдая жирная масса с температурой плавления = 42-54 °C. Легко сплавляется с жирами, углеводородами и широко применяется в технологии кремов и косметических мазей.

### Углеводородные основы
Углеводороды являются продуктами переработки нефти. Достоинства: химическая индифферентность, стабильность и совместимость с большинством лекарственных веществ. Наиболее широкое применение находят следующие основы:
Вазелин — Vaselinum
Смесь жидких, полужидких и твёрдых углеводородов с С17 ÷ С35. Вязкая масса, тянущаяся нитями, белого или желтоватого цвета. Температура плавления = 37-50 °C. Смешивается с жирами, жирными маслами (за исключением касторового). Инкорпорирует до 5 % воды за счёт вязкости. Не всасывается кожей.
Парафин — Parafinum
Смесь предельных высокоплавких углеводородов с температурой плавления 50-57 °C. Белая жирная на ощупь масса. Используется как уплотнитель мазевых основ.
Вазелиновое масло — Oleum vaselini seu Parafinum liquidum
Смесь предельных углеводородов с С10 ÷ С15. Бесцветная маслянистая жидкость, смягчающая мазевые основы. Смешивается с жирами и маслами (за исключением касторового) и обладает всеми недостатками вазелина.
Озокерит
Воскоподобный минерал темно-коричневого цвета с запахом нефти. В химическом отношении это смесь высокомолекулярных углеводородов. Содержит серу и смолы. Температура плавления 50-65 °C. Применяется как уплотнитель.
Церезин — Ceresinum
Очищенный озокерит. Аморфная бесцветная ломкая масса с температурой плавления 68-72 °C. Применяется как уплотнитель.
Искусственный вазелин — Vaselinum artificiale
Сплавы парафина, озокерита, церезина в различных соотношениях. Наиболее качественным является искусственный вазелин с церезином.
Нафталанская нефть — Naphthalanum liquidum rafinatum
Густая сиропооразная жидкость чёрного цвета с зеленоватой флюоресценцией и специфическим запахом. Хорошо смешивается с жирными маслами и глицерином. Оказывает местное анестезирующее и антимикробное действие.
Полиэтиленовые или полипропиленовые гели
Представляют собой сплав низкомолекулярного полиэтилена или полипропилена с минеральными маслами. Достаточно индифферентны, совместимы с рядом лекарственных веществ.

### Силикон-содержащие безводные основы
Их обязательным компонентом являются поли-органо-силоксановые жидкости (ПОСЖ). ПОСЖ имеют названия: эсилон-4 (степень конденсации=5) или эсилон-5 (степень конденсации=12). Их применяют как составной компонент сложных мазевых основ. Образуют однородные сплавы с вазелином или ланолином безводным. Хорошо смешиваются с жирными и минеральными маслами.
Силиконовые основы получают двумя способами: сплавлением силиконовой жидкости с другими гидрофобными компонентами, либо загущением силиконовой жидкости аэросилком. В качестве основы используется эсилон-аэросильная основа состава: эсилон-5 — 84 части, аэросила — 16 частей. По внешнему виду это бесцветный прозрачный гель.
Достоинства: высокая стабильность, отсутствие раздражающего действия, не нарушает физиологических функций кожи

Недостатки: медленно высвобождает лекарственные вещества, может использоваться только для мазей поверхностного действия. Также вызывает поражение конъюнктивы глаза, поэтому не может использоваться в глазных мазях.

## Гидрофильные основы
Гидрофильность — способность смешиваться с водой или растворяться в ней. В эту группу объединены основы, в составе которых отсутствуют жировые компоненты.
| Достоинства: | Недостатки: |
| --- | --- |
| — возможность введения значительного количества водных растворов ЛВ — легко высвобождают ЛВ и обеспечивают их высокую биологическую доступность — легко удаляются с места нанесения и смываются водой | — микробная контаминация (не относится к ПЭО) — быстро высыхают (не относится к ПЭО) — не совместимы с рядом ЛВ — подвержены синерезису (явление, при котором выделяется жидкая фаза) |

Классификация:

I. По способности взаимодействовать с водой:
1) Способные к набуханию с последующим растворением в воде (ПЭО, эфиры целлюлозы, крахмал, желатин)
2) Способные к набуханию и нерастворимые в воде (фитостерин, бетониты, РАП)
II. По происхождению:
1) Гели высокополекулярных углеводов, белков: крахмал, эфиры целлюлозы, желатин, коллаген
2) Гели синтетических ВМС: ПЭО, РАП
3) Гели неорганических веществ: бетониты
III. По физико-химической природе:
1) Системы типа гелей
2) Студни и коллоидные системы
Характеризуются меньшей структурной прочностью и способны разжижаться при механическом воздействии.
Представители:
- Гели крахмала
- Желатино-глицериновый гель
- Коллагеновые гели
- Фитостерин
- Гели микробных полисахаридов
- Эфиры целлюлозы
- Полиэтиленоксиды (ПЭО)
- РАП
- Бентониты
- Гели поливинил пиралидона (ПВП)
- Гели поливинилового спирта (ПВС)

## Дифильные основы
Это искусственно созданные системы, обладающие одвременно гидрофильными и гидрофобными свойствами. Обязательным компонентом является эмульгатор (ПАВ), который обеспечивает высвобождение и всасывание ЛВ. Дифильные основы способны инкорпорировать как жиро-, так и водорастворимые вещества. Обладают мягкой консистенцией и легко распределяются по поверхности кожи и слизистых оболочек. Делятся на 2 группы — абсорбционные и эмульсионные.
При добавлении к абсорбционной основе воды, образуются эмульсионные основы. В зависимости от природы основы, физико-химических свойств ПАВ и величины гидрофильно-липофильного баланса (ГЛБ), эмульсионные основы делят на две группы:
1) Эмульсионные основы I рода, типа м/в:
Образуются при определённых соотношениях гидрофильных компонентов с ПАВ (ГЛБ=13÷15) и водой. Например, основы, содержащие эмульгаторы твин-80, эмульгатор № 1, мыла одновалентных металлов.
2) Эмульсионные основы II рода типа в/м:
Состоят из гидрофобных веществ с ПАВ (ГЛБ=3÷6) и воды. Например:
- основа Кутумовой: вазелин (6) + эмульгатор Т-2 (1) + вода (3)
- сплав вазелина с ланолином водным
- эмульсионная основа с пентолом: вазелин (38) + Pentholi (2) + вода (60)

### Эмульгаторы, стабилизирующие эмульсии I рода
Неионогенные эмульгаторы: твин-80

Ионогенные эмульгаторы: Анион-активные ПАВ, Эмульгатор № 1, Жиросахара

### Эмульгаторы, стабилизирующие эмульсии II рода
Получают из промывных вод овечьей шерсти. в ГФ-Х есть 2 статьи на Lanolinum hydricum и на Lanolinum anhydricum. По химической структуре это смесь около 70-ти веществ различного строения — смесь эфиров ВЖК с высшими жирными и циклическими спиртами, свободные спирты и свободные кислоты, тритерпены и проч. Широко применяется в технологии мазей.
А. Ланолин безводный:
Густая вязкая масса буро-желтого цвета со специфическим запахом. Температура плавления 36-42 °C. Практически нерастворим в воде. Легко растворим в жирах, хлороформе и эфире.
Достоинства: Легко сплавляется с жирами, углеводами, силиконовыми жидкостями, восками. Инкорпорирует (вбирает в себя) до 180 % воды, 140 % глицерина, до 40 % этилового спирта (большая эмульгирующая способность). Химически индифферентен. Устойчив к действию тепла и света. Хорошо всасывается в кожу, но хуже чем свиной жир. Водополгощающая способность его увеличивается при сплавлении его с гидрофильными компонентами. В аптечной технологии чаще всего используется ланолин водный.
Б. Ланолин водный:
Содержит до 30 % воды. Это беловато-желтоватая масса, менее вязкая. Если в рецепте не указано какой ланолин брать, то используют водный.
Недостатки: закупоривает волосяные фолликулы, вызывает аллергические реакции (поэтому он исключен из ГФ США и ряда стран ЕС), обладает большей липкостью, вызывает дерматозы и повышение рН кожи.
Для улучшения свойств ланолина используют следующие его производные:
- гидрированный ланолин (гидролин)
- ацетилированный ланолин
- полиокси-этилированный ланолин (водлан)
- жидкий (лантрол) — у него водопоглощающая способность доходит до 300 %
- СШВ (неомыляемая фракция ланолина) — смесь алифатических спиртов с С17÷С30. Содержит более 30 % холестерина, поэтому он обладает большей эмульгирующей способностью. Это твёрдая масса светло-жёлтого цвета, без запаха, хрупкая на холоде, но размягчается при комнатной температуре. Плавится при 58-60 °C.

Достоинства СШВ: большая эмульгирующая способность, отсутствие аллергического действия, легко высвобождает ЛВ, всасывается кожей, смешивается с водой до 180 % без разжижения, в мазях применяется в концентрации 6-8 %.
Высокомолекулярные алифатические спирты и их производные
- Лауриловый: C18H25OH. Обладает высокой эмульгирующей способностью.
- Цетиловый: C16H33OH. Твёрдое белое вещество, жирное на ощупь. Температура плавления 50 °C. Получают синтетическим путём. Широко используется в кремах. Хорошо сплавляется с жирами, углеводородами и образует эмульсии с 50 % воды.
- Стеариловый: C18H37OH. Это наиболее перспективный эмульгатор для получения эмульсий II рода. Твёрдая белая масса, с температурой плавления 59 °C. По эмульгирующей способности близок к цетиловому спирту, поэтому часто используют смеси — цетостеариловый спирт.
- Стероидный спирт (производное холестерина): C27H45OH. Инкорпорирует до 250 % воды.

Эфиры одно- и многоатомных спиртов
- Производные глицерина и полиглицерин-неполярных сложных эфиров глицерина и жирных кислот моно-, ди- и триглицеридов:

Эмульгатор Т-1 и Т-2. Представляют собой смесь много- и дистеаратов триглицерина. Эмульгатор Т-2 используется в основе Кутумовой (серная мазь, скипидарная мазь, мазь с калия йодидом). Все эти мази нельзя готовить на чистом вазелине, однако ГФ также разрешает готовить их на свином жире.
- Спены:

Сорбитан-олеат — смесь моно- и диэфиров сорбитана и олеиновой кислоты. Представляют собой вязкую жидкость светло-коричневого цвета, застывающую при комнатной температуре. Известна основа состава: вазелин (47,5), сорбитан олеат (2,5), вода (50).
- Производные пента-эритрита и олеиновой кислоты:

Производные моно-, ди-, три- и тетра-эфиров четырёхатомного спирта пентаэритритов и олеиновой кислоты с преобладанием диэфиров. Пентол — вязкая масса светло-желтого цвета. Используется в основе состава: вазелин (38), пентол (2), вода (60).
Эмульсионные воски
Это сплав 70 % высокомолекулярных спиртов кашалотового жира и 30 % высокомолекулярных предельных спиртов (цетиловый и стеариловый).
Мыла
Масло-растворимые мыла поливалентных металлов: Ca, Mg, Zn и др. Чаще всего используют стеараты и олеаты магния. Известна основа состава: вазелин (25), олеат магния (до 5), вода очищенная (до 100). Мыла образуют нейтральные тонкодисперсные эмульсии с pH<8.